# 赵鼎新
赵鼎新（1953年—），社会学家。现任浙江大学教授、浙江大学社会学系学术委员会委员、浙江大学人文高等研究院院长。曾任美国芝加哥大学社会学教授、浙江大学社会学系主任、浙大人口與發展研究所所長，致力于政治社会学、社会运动、历史社会学等领域的研究。

## 生平
赵鼎新于1982年毕业于复旦大学生物学系。1984年毕业于中国科学院上海昆虫研究所，获昆虫生态学硕士学位。后赴加拿大留学，1990年获麦吉尔大学昆虫生态学博士学位。此后他改学社会学，1995年获麦吉尔大学社会学博士学位。1996年起任教于芝加哥大学社会学系。研究领域包括政治社会学、社会运动和历史社会学。
在社会学领域的研究成果主要发表在《美国社会学杂志》、《美国社会学评论》、《社会力量》、《社会学视角》、《中同研究季刊》以及同内出版的《社会学研究》等刊物上。专著《天安门的力量：国家、社会关系与八九北京学运》于2001年由芝加哥大学出版社出版，相继获得美国社会学学会2001年度亚洲研究最佳图书奖以及2002年度集体行动和社会运动研究最佳图书奖。
2012年，赵鼎新加入浙江大学公共管理学院，并入选第七批国家“千人计划”。2015年8月，浙江大学人文高等研究院成立，和浙江大学副校长罗卫东共同担任首任院长。2017年11月出任浙江大学公共管理学院社会学系主任。
2024年3月11日，赵鼎新卸任浙江大学公共管理学院社会学系主任，由研究民法学的副校长周江洪兼任。23日，《赵鼎新致浙大的一封辞职信》在微信公众号“历史与秩序”上公开发布，将其与系书记陈素珊的矛盾公开，引发校内与学术圈广泛关注与更多爆料。此后，其在浙江大学社会学系官网的资料发生数次变更：于26日列入“荣休教师”栏中；27日恢复“全职教师”栏中；28日再度列入“荣休教师”栏中。与此同时，27日澎湃新闻发布了于24日接受专访《浙大这些年，“实现的要比当初设想的多”》，回顾在浙江大学社会学系任职经历与收获。

## 著作
- 《国家、社会关系与八九北京学运》（The Power of Tiananmen）
- 《社会与政治运动讲义》
- 《东周战争与儒法国家的诞生》
- 《社会与政治运动讲义（第二版）》
- 《當前中國最大的潛在危險》[19]